# Jurij Sołowjenko
Jurij Łeonidowycz Sołowjenko, ukr. Юрій Леонідович Солов'єнко, ros. Юрий Леонидович Соловьенко, Jurij Leonidowicz Sołowjenko (ur. 20 stycznia 1971 w Kijowie) – ukraiński piłkarz, grający na pozycji obrońcy lub pomocnika, trener piłkarski.

## Kariera piłkarska
W 1989 rozpoczął karierę piłkarską w drużynie rezerw Dynama Kijów. Latem 1989 został zaproszony do Nywy Winnica. Latem 1997 przeszedł do Metałurha Donieck. Latem 1999 wyjechał do Izraela, gdzie przez pół roku bronił barw Hapoelu Jerozolima. Na początku 2000 powrócił do Nywy Winnica. W 2001 przeniósł się do Metałurha Mariupol, w którym zakończył karierę piłkarza.

## Kariera trenerska
Karierę szkoleniowca rozpoczął po zakończeniu kariery piłkarza. Najpierw pomagał trenować Nywę Winnica, a w lipcu 2006 stał na czele winnickiego klubu, którym kierował do kwietnia 2007. Potem pracował w sztabie szkoleniowym FC Tiraspol. 20 marca 2009 ponownie został mianowany na stanowisko głównego trenera Nywy Winnica, w którym pracował do czerwca 2009. Od lutego 2010 do maja 2015 pomagał trenować FC Tiraspol. W lipcu 2015 znów stał na czele odrodzonego winnickiego klubu. 23 października 2016 został zwolniony z zajmowanego stanowiska. Ale już wkrótce 27 października 2016 został przywrócony do pracy w Nywie, ale już jako pełniący funkcje głównego trenera. 12 marca 2017 jego zastąpił Wołodymyr Horiły.

## Sukcesy i odznaczenia

### Sukcesy piłkarskie
Nywa Winnica
- mistrz Ukraińskiej Pierwszej Ligi: 1993
- finalista Pucharu Ukrainy: 1996

### Odznaczenia
- tytuł Mistrza Sportu Ukrainy